# Scha
Scha (vitryska: Сха) är ett vattendrag i Belarus.   Det ligger i voblasten Minsks voblast, i den centrala delen av landet, 70 km nordost om huvudstaden Minsk.
I omgivningarna runt Scha växer i huvudsak blandskog. Runt Scha är det ganska tätbefolkat, med 70 invånare per kvadratkilometer.